# 浪卡子县
浪卡子县（藏語：སྣ་དཀར་རྩེ་རྫོང，威利转写：sna dkar rtse rdzong，藏语拼音：Nagarzê Zong）是中华人民共和国西藏自治区山南市的一个县。藏语中意思是“白色鼻尖”。

## 行政区划
浪卡子县下辖2个镇、8个乡：
浪卡子镇、打隆镇、张达乡、伦布雪乡、多却乡、普玛江塘乡、阿扎乡、卡龙乡、白地乡和卡热乡。

## 人口
根據第七次人口普查數據，截至2020年11月1日零時，浪卡子縣常住人口為32835人。

## 交通
- 349国道